# كبريتات الكروم الثلاثي
كبريتات الكروم الثلاثي هو مركب كيميائي لاعضوي صيغته Cr2(SO4)3، ولكنه غالباً ما يوجد على شكله المائي Cr2(SO4)3.x(H2O)، حيث تتراوح قيمة x بين 0 إلى 18. يوجد في شكله اللامائي على هيئة صلب بني محمر، أما شكله المائي فيكون على هيئة بلورات قرمزية.

## التحضير
يحضر المركب من اختزال ثنائي كرومات البوتاسيوم في وسط حمضي من حمض الكبريتيك باستخدام كبريتيد الهيدروجين:
{\displaystyle \mathrm {4\ K_{2}Cr_{2}O_{7}+13\ H_{2}SO_{4}+3\ H_{2}S} }  {\displaystyle \mathrm {\rightarrow 4\ Cr_{2}(SO_{4})_{3}+4\ K_{2}SO_{4}+16\ H_{2}O} }
أو اختزال ثنائي كرومات الصوديوم باستخدام ثنائي أكسيد الكبريت:
{\displaystyle {\ce {Na2Cr2O7 + 3 SO2 + H2O -> Cr2(SO4)3 + 2 NaOH}}}

## الخواص
تنتج طرق التحضير هذا المركب غالباً في شكله المائي، وهو يبدو على هيئة بلورات قرمزية، والذي يتخلى عن ماء التبلور عند التسخين لدرجات حرارة حوالي 280 °س ليتحول إلى شكله المائي.

## الاستخدامات
يستخدم هذا المركب بشكل واسع في عمليات دباغة الجلود.